# Vlado Goreski
Vlado Goreski Rafik (mac. Владо Ѓорески; ur. 21 kwietnia 1958 w Bitoli) – macedoński i słoweński artysta plastyk, grafik i scenograf.

## Życiorys
Od 1981 roku absolwent Wydziału Filozofii Uniwersytetu Świętych Cyryla i Metodego w Skopju. Studiował także w Międzynarodowym Centrum Grafiki w Lublanie. Od 1980 roku związany jest z Teatrem Narodowym w rodzinnym mieście Bitola, w którym w 1981 roku został zatrudniony jako grafik. W 1982 roku pracował jako kurator sztuki współczesnej w Instytucie Narodowym w Bitoli. Od 1994 roku jest dyrektorem Międzynarodowego Triennale Grafiki w Bitoli.

## Wystawy
Jest autorem około 20 indywidualnych wystaw sztuki i około 100 wystaw zbiorowych:
- Słowenia otwarta na sztukę, Sinji Vrh, Słowenia[1].
- Splitgraphic, 2017, Chorwacja[2].
- La Triennale Mondiale de l’Estampe et de la Gravure Originale – Światowe Triennale grafiki i oryginalnego grawerowania, Francja[3].
- Valvasor – Międzynarodowe Dni graficzne 2017 Słowenia[4].
- Dialog z naturą Rotherham, Anglia[5].
- Lustro – twarzą w twarz, Vicenza, Włochy, 2016[6].
- Sztuka dla Pokoju – Grabados dla La Paz, Meksyk[7].
- Międzynarodowe Triennale Litografii II LITHO-Kielce 2018-19 Polska[8].
- Międzynarodowe Triennale Małe Formy Grafiki, Polska – Łódź '17, Polska[9].
- Międzynarodowa wystawa Mała forma Graficzna 13 × 18 "Dialog warsztatu z cyfrą”, 2016–2017, Polska[10].

Vlado Goreski jest autorem wielu obrazów i prac graficznych.

## Nagrody
Za swoją działalność artystyczną otrzymał ponad 20 krajowych i międzynarodowych nagród. Międzynarodowe Biennale Iasi, Rumunia, 2017.

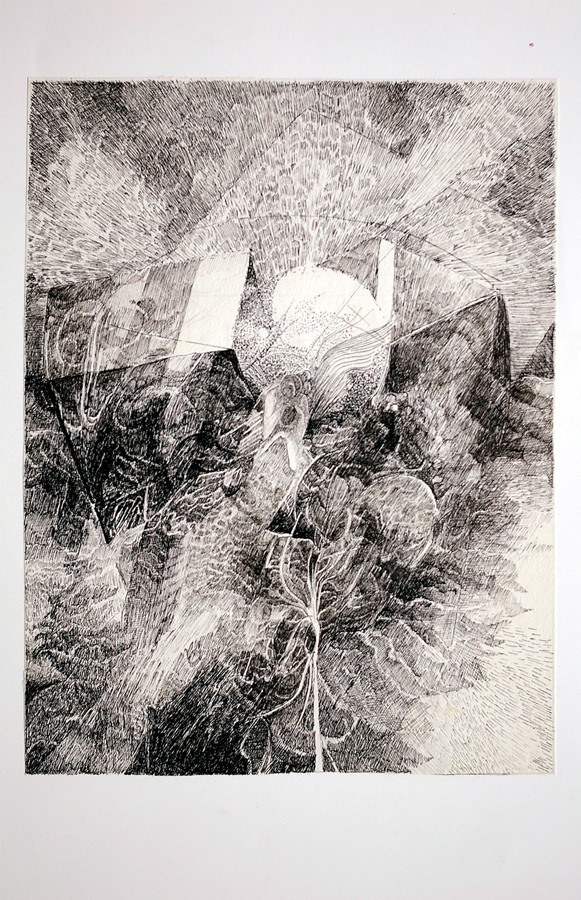
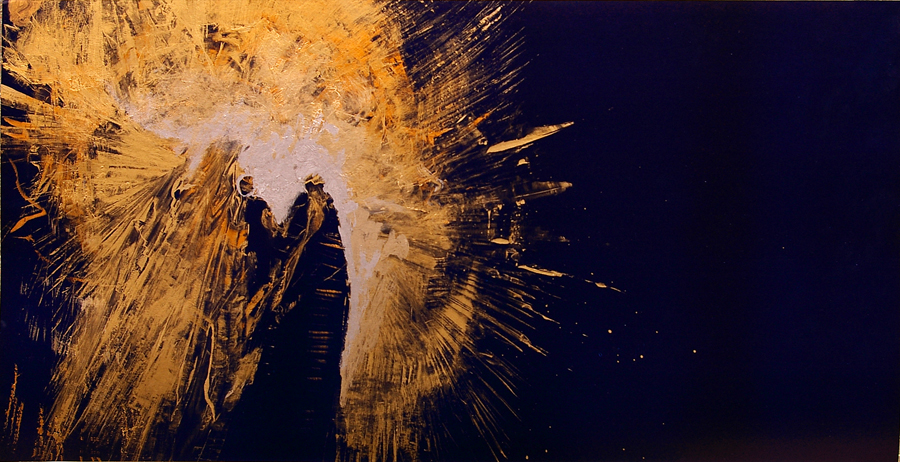
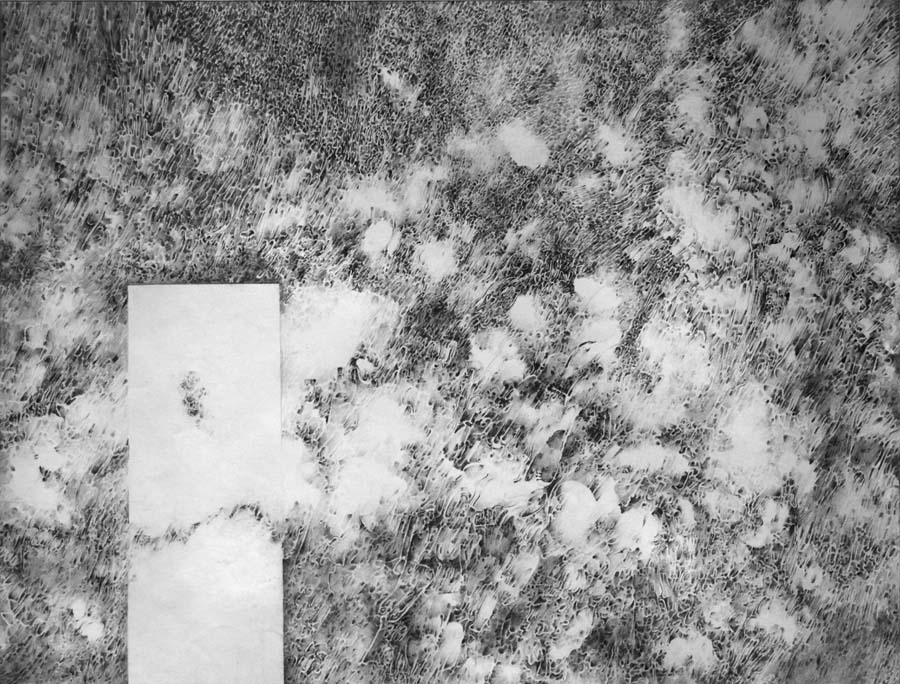